# خنگ بالا
خنگ بالا یک روستا در ایران است که در دهستان باقران شهرستان بیرجند واقع شده‌است. خنگ بالا ۱۲۶ نفر جمعیت دارد.